# Schermen op de Olympische Zomerspelen 2008 (kwalificatie)
Deze pagina beschrijft de kwalificatie voor het schermtoernooi op de Olympische Zomerspelen 2008.

## Kwalificatie
Elk land (Nationaal Olympisch Comité) mag maximaal 3 atleten inschrijven op wapens waarbij ook een team onderdeel wordt gehouden en maximaal 2 atleten voor de overige wapens.
Voor elk team onderdeel kunnen zich 8 teams plaatsen, aangevuld met een team van het gastland indien van toepassing. Plaatsing van de teams geschied als volgt:
- Beste 4 teams van de officiële team ranglijst van de FIE op 31 maart 2008
- Het hoogst geklasseerde team van iedere zone (Amerika, Europa, Azië/Oceanië, Afrika) buiten de top 4 op de team ranglijst

Voor elk individueel onderdeel (wapens met team onderdeel) kunnen zich 39 atleten kwalificeren:
- Alle atleten die zich voor het team onderdeel gekwalificeerd hebben (24 atleten)
- De 3 hoogst geklasseerde atleten op de individuele ranglijst van de FIE
- De 7 hoogst geklasseerde atleten op de individuele ranglijst per zone (Europa 2, Amerika 2, Azië/Oceanië 2, Afrika 1), maximaal 1 atleet per NOC
- De 5 hoogst gekwalificeerde atleten van de zone kwalificatietoernooien (Europa 2, Amerika 1, Azië/Oceanië 1, Afrika 1), maximaal 1 atleet per NOC, deelname aan het zonetoernooi is niet toegestaan voor NOCs met gekwalificeerde sporter(s)

Voor de overige individuele onderdelen kunnen zich 24 atleten kwalificeren:
- De 8 hoogst geklasseerde atleten op de individuele ranglijst van de FIE
- De 8 hoogst geklasseerde atleten op de individuele ranglijst per zone (Europa 3, Amerika 2, Azië/Oceanië 2, Afrika 1), maximaal 1 atleet per NOC
- De 8 hoogst gekwalificeerde atleten van de zone kwalificatietoernooien (Europa 3, Amerika 2, Azië/Oceanië 2, Afrika 1), maximaal 1 atleet per NOC, deelname aan het zonetoernooi is niet toegestaan voor NOCs met gekwalificeerde sporter(s)

## Overzicht
| Land             | Mannen      | Mannen      | Mannen      | Mannen | Mannen | Vrouwen     | Vrouwen     | Vrouwen     | Vrouwen | Vrouwen | Total |
| Land             | Individueel | Individueel | Individueel | Team   | Team   | Individueel | Individueel | Individueel | Team    | Team    | Total |
| Land             | Degen       | Floret      | Sabel       | Degen  | Sabel  | Degen       | Floret      | Sabel       | Floret  | Sabel   | Total |
| ---------------- | ----------- | ----------- | ----------- | ------ | ------ | ----------- | ----------- | ----------- | ------- | ------- | ----- |
| Algerije         |             |             |             |        |        | 1           | 1           |             |         |         | 2     |
| Argentinië       |             | 1           |             |        |        |             |             |             |         |         | 1     |
| Australië        |             |             |             |        |        | 1           | 1           |             |         |         | 2     |
| Brazilië         |             | 1           | 1           |        |        |             |             |             |         |         | 2     |
| Burkina Faso     |             |             | 1           |        |        |             |             |             |         |         | 1     |
| Canada           | 1           | 1           | 1           |        |        | 1           | 1           | 3           |         | X       | 8     |
| Chili            | 1           |             |             |        |        |             |             |             |         |         | 1     |
| China            | 3           | 2           | 3           | X      | X      | 2           | 3           | 3           | X       | X       | 16    |
| Cuba             |             |             |             |        |        |             | 1           | 1           |         |         | 2     |
| Duitsland        |             | 2           | 1           |        |        | 2           | 3           | 1           | X       |         | 9     |
| Egypte           | 1           | 1           | 3           |        | X      | 1           | 3           |             | X       |         | 9     |
| Estland          | 1           |             |             |        |        |             |             |             |         |         | 1     |
| Frankrijk        | 3           | 2           | 3           | X      | X      | 2           | 1           | 3           |         | X       | 14    |
| Groot-Brittannië |             | 1           | 1           |        |        |             | 1           |             |         |         | 3     |
| Hongarije        | 3           |             | 3           | X      | X      | 2           | 3           | 1           | X       |         | 12    |
| Hongkong         |             | 1           |             |        |        | 1           |             | 1           |         |         | 3     |
| Ierland          |             |             |             |        |        |             |             | 1           |         |         | 1     |
| Israël           |             | 1           |             |        |        | 1           | 1           |             |         |         | 3     |
| Italië           | 3           | 2           | 3           | X      | X      |             | 3           | 2           | X       |         | 13    |
| Japan            | 1           | 2           | 1           |        |        | 1           | 1           | 1           |         |         | 7     |
| Kirgizië         | 1           |             |             |        |        |             |             |             |         |         | 1     |
| Marokko          | 1           | 1           |             |        |        |             |             |             |         |         | 2     |
| Mexico           |             |             |             |        |        |             |             | 1           |         |         | 1     |
| Nederland        | 1           |             |             |        |        |             | 1           |             |         |         | 2     |
| Noorwegen        | 1           |             |             |        |        |             |             |             |         |         | 1     |
| Oekraïne         | 3           |             |             | X      |        | 1           | 1           | 3           |         | X       | 8     |
| Oostenrijk       |             | 1           |             |        |        |             |             |             |         |         | 1     |
| Panama           |             |             |             |        |        | 1           |             |             |         |         | 1     |
| Peru             |             |             |             |        |        |             | 1           |             |         |         | 1     |
| Polen            | 3           | 1           | 1           | X      |        |             | 3           | 3           | X       | X       | 11    |
| Portugal         | 1           |             |             |        |        |             | 1           |             |         |         | 2     |
| Qatar            |             | 1           |             |        |        |             |             |             |         |         | 1     |
| Roemenië         |             | 1           | 2           |        |        | 1           | 1           |             |         |         | 5     |
| Rusland          | 1           |             | 3           |        | X      | 2           | 3           | 3           | X       | X       | 12    |
| Senegal          |             |             | 2           |        |        |             |             | 1           |         |         | 3     |
| Spanje           | 1           | 1           | 2           |        |        |             |             | 1           |         |         | 5     |
| Thailand         |             | 1           | 1           |        |        |             |             |             |         |         | 2     |
| Tunesië          |             |             |             |        |        |             | 1           | 1           |         |         | 2     |
| Venezuela        | 3           |             | 1           | X      |        | 1           | 1           | 1           |         |         | 7     |
| Verenigde Staten | 1           | 1           | 3           |        | X      | 1           | 3           | 3           | X       | X       | 12    |
| Wit-Rusland      |             |             | 3           |        | X      |             |             |             |         |         | 3     |
| Zuid-Afrika      | 3           |             |             | X      |        |             |             | 3           |         | X       | 6     |
| Zuid-Korea       | 3           | 1           | 1           | X      |        | 1           | 2           | 2           |         |         | 10    |
| Zweden           |             |             |             |        |        | 1           |             |             |         |         | 1     |
| Zwitserland      | 1           |             |             |        |        | 1           |             |             |         |         | 2     |
| Totaal: 45 NOCs  | 41          | 26          | 40          | 9      | 8      | 25          | 41          | 39          | 8       | 8       | 212   |

## Mannen

### Degen
Teamcompetitie:
De top 4 van de FIE wereldranglijst:
- FRA,  HUN,  ITA,  POL

Het best geklasseerde team per zone:
- Afrika:  RSA
- Azië-Oceanië:  CHN
- Amerika:  VEN
- Europa:  UKR

| Individuele competitie                     | Datum            | Locatie    | Plaatsen | Gekwalificeerd                                            |
| ------------------------------------------ | ---------------- | ---------- | -------- | --------------------------------------------------------- |
| Team wereldranglijst                       | 31 maart 2008    | -          | 23       | alle atleten gekwalificeerd voor het team onderdeel       |
| Individuele wereldranglijst                | 31 maart 2008    | -          | 3        | ESP Jose Luis Abajo NED Bas Verwijlen POR Joaquim Videira |
| Individuele wereldranglijst (Afrika)       | 31 maart 2008    | -          | 1        | EGY Ahmed Nabil                                           |
| Individuele wereldranglijst (Azië-Oceanië) | 31 maart 2008    | -          | 2        | CHN Wang Lei JPN Shogo Nishida                            |
| Individuele wereldranglijst (Amerika)      | 31 maart 2008    | -          | 2        | USA Weston Kelsey CAN Igor Tikhomirov                     |
| Individuele wereldranglijst (Europa)       | 31 maart 2008    | -          | 2        | SUI Michael Kauter RUS Anton Avdejev                      |
| Afrikaans kwalificatietoernooi             | 25 april 2008    | Casablanca | 1        | MAR Aissam Rami                                           |
| Kwalificatietoernooi Azië-Oceanië          | 22-23 april 2008 | Bangkok    | 1        | KGZ Serguei Katchiourine                                  |
| Amerikaans kwalificatietoernooi            | 26-27 april 2008 | Querétaro  | 1        | CHI Paris Inostroza                                       |
| Europees kwalificatietoernooi              | 26 april 2008    | Praag      | 2        | EST Nikolai Novosjolov NOR Sturla Torkildsen              |
| TOTAAL                                     |                  |            | 38       |                                                           |

### Floret
| Individuele competitie                     | Datum            | Locatie    | Plaatsen | Gekwalificeerd |
| ------------------------------------------ | ---------------- | ---------- | -------- | --- |
| Individuele wereldranglijst                | 31 maart 2008    | -          | 8        | GER Peter Joppich ITA Salvatore Sanzo ITA Andrea Cassara FRA Erwan Le Pechoux GER Benjamin Kleibrink JPN Yuki Ota CHN Lei Sheng CHN Zhu Jun |
| Individuele wereldranglijst (Afrika)       | 31 maart 2008    | -          | 1        | EGY Mostafa Nagaty |
| Individuele wereldranglijst (Azië-Oceanië) | 31 maart 2008    | -          | 2        | KOR Choi Byung-chul JPN Kenta Chida |
| Individuele wereldranglijst (Amerika)      | 31 maart 2008    | -          | 2        | USA Gerek meinhardt CAN Joshua McGuire |
| Individuele wereldranglijst (Europa)       | 31 maart 2008    | -          | 3        | ISR Tomer Or POL Sławomir Mocek FRA Brice Guyart                                                                                            |
| Afrikaans kwalificatietoernooi             | 25 april 2008    | Casablanca | 1        | MAR Xavier Ali |
| Kwalificatietoernooi Azië-Oceanië          | 22-23 april 2008 | Bangkok    | 2        | THA Nontapat Panchan HKG Lau Kwok Kin |
| Amerikaans kwalificatietoernooi            | 26-27 april 2008 | Querétaro  | 2        | BRA João Souza ARG Alberto Viaggio |
| Europees kwalificatietoernooi              | 26 april 2008    | Lissabon   | 3        | ESP Javier Menendez AUT Roland Schlosser ROU Virgil Saliscan                                                                                |
| Uitgenodigd/gastland*                      | -                | -          | 2        | QAT Khalid Al-Hamadi GBR Richard Kruse |
| TOTAAL                                     |                  |            | 26       | |

### Sabel
Teamcompetitie:
De top 4 van de FIE wereldranglijst:
- FRA,  HUN,  BLR,  RUS

Het best geklasseerde team per zone:
- Afrika:  EGY
- Azië-Oceanië:  CHN
- Amerika:  USA
- Europa:  ITA

| Individuele competitie                     | Datum            | Locatie    | Plaatsen | Gekwalificeerd                                       |
| ------------------------------------------ | ---------------- | ---------- | -------- | ---------------------------------------------------- |
| Team wereldranglijst                       | 31 maart 2008    | -          | 24       | alle atleten gekwalificeerd voor het team onderdeel  |
| Individuele wereldranglijst                | 31 maart 2008    | -          | 3        | GER Nicolas Limbach ROU Mihai Covaliu ESP Jorge Pina |
| Individuele wereldranglijst (Afrika)       | 31 maart 2008    | -          | 1        | SEN Abdulaye Thiam                                   |
| Individuele wereldranglijst (Azië-Oceanië) | 31 maart 2008    | -          | 2        | KOR Oh Eun-Seok THA Wiradech Kothny                  |
| Individuele wereldranglijst (Amerika)      | 31 maart 2008    | -          | 2        | VEN Carlos Bravo BRA Renzo Pasquale Agresta          |
| Individuele wereldranglijst (Europa)       | 31 maart 2008    | -          | 2        | ESP Jaime Marti ROU Rares Dumitrescu                 |
| Afrikaans kwalificatietoernooi             | 25 april 2008    | Casablanca | 1        | SEN Mamadou Keita                                    |
| Kwalificatietoernooi Azië-Oceanië          | 22-23 april 2008 | Bangkok    | 1        | JPN Satoshi Ogawa                                    |
| Amerikaans kwalificatietoernooi            | 26-27 april 2008 | Querétaro  | 1        | CAN Philippe Beaudry                                 |
| Europees kwalificatietoernooi              | 26 april 2008    | Istanboel  | 2        | POL Marcin Koniusz GBR Alexander O'Connell           |
| Uitgenodigd/gastland*                      | -                | -          | 1        | BUR julien Ouedraogo                                 |
| TOTAAL                                     |                  |            | 40       |                                                      |

## Vrouwen

### Degen
| Individuele competitie                     | Datum            | Locatie    | Plaatsen | Gekwalificeerd |
| ------------------------------------------ | ---------------- | ---------- | -------- | --- |
| Individuele wereldranglijst                | 31 maart 2008    | -          | 8        | CHN Li Na GER Britta Heidemann HUN Emese Szász FRA Laura Flessel-Colovic FRA Hajnalka Kiraly Picot RUS Tatiana Logounova CHN Zhong Weiping GER Imke Duplitzer |
| Individuele wereldranglijst (Afrika)       | 31 maart 2008    | -          | 1        | EGY Aya El Sayed |
| Individuele wereldranglijst (Azië-Oceanië) | 31 maart 2008    | -          | 2        | KOR Jung Hyo-jung AUS Amber Parkinson |
| Individuele wereldranglijst (Amerika)      | 31 maart 2008    | -          | 2        | CAN Sherraine Schalm USA Kelley Hurley |
| Individuele wereldranglijst (Europa)       | 31 maart 2008    | -          | 3        | HUN Ildiko Mincza-Nebald ROU Ana Branza RUS Lubov Shutova |
| Afrikaans kwalificatietoernooi             | 25 april 2008    | Casablanca | 1        | ALG Hadia Bentaleb |
| Kwalificatietoernooi Azië-Oceanië          | 22-23 april 2008 | Bangkok    | 2        | JPN Megumi Harada HKG Yeung Chui Ling |
| Amerikaans kwalificatietoernooi            | 26-27 april 2008 | Querétaro  | 2        | PAN Jesica Jimenez Luna VEN Maria Martinez |
| Europees kwalificatietoernooi              | 26 april 2008    | Praag      | 3        | UKR Jana Sjemjakina ISR Noam Mills SUI Sophie Lamon |
| Uitgenodigd/gastland*                      | -                | -          | 1        | SWE Emma Samuelsson |
| TOTAAL                                     |                  |            | 25       | |

### Floret
Teamcompetitie:
De top 4 van de FIE wereldranglijst:
- RUS,  POL,  HUN,  ITA

Het best geklasseerde team per zone:
- Afrika:  EGY
- Azië-Oceanië:  CHN
- Amerika:  USA
- Europa:  GER

| Individuele competitie                     | Datum            | Locatie    | Plaatsen | Gekwalificeerd                                        |
| ------------------------------------------ | ---------------- | ---------- | -------- | ----------------------------------------------------- |
| Team wereldranglijst                       | 31 maart 2008    | -          | 24       | alle atleten gekwalificeerd voor het team onderdeel   |
| Individuele wereldranglijst                | 31 maart 2008    | -          | 3        | KOR Nam Hyun-hee ROU Cristina Stahl ISR Delila Hatuel |
| Individuele wereldranglijst (Afrika)       | 31 maart 2008    | -          | 1        | TUN Ines Boubakri                                     |
| Individuele wereldranglijst (Azië-Oceanië) | 31 maart 2008    | -          | 2        | JPN Chieko Sugawara KOR Jung Gil-ok                   |
| Individuele wereldranglijst (Amerika)      | 31 maart 2008    | -          | 2        | VEN Mariana Gonzalez CAN Luan Jujie                   |
| Individuele wereldranglijst (Europa)       | 31 maart 2008    | -          | 2        | FRA Corrine Maitrejean UKR Olga Leleyko               |
| Afrikaans kwalificatietoernooi             | 25 april 2008    | Casablanca | 1        | ALG Anissa Khelfaoui                                  |
| Kwalificatietoernooi Azië-Oceanië          | 22-23 april 2008 | Bangkok    | 1        | AUS Joanna Halls                                      |
| Amerikaans kwalificatietoernooi            | 26-27 april 2008 | Querétaro  | 1        | CUB Misleydis Campany                                 |
| Europees kwalificatietoernooi              | 26 april 2008    | Lissabon   | 2        | POR Debora Nogueira GBR Martina Emanuel               |
| Uitgenodigd/gastland*                      | -                | -          | 2        | PER Maria Luisa Doig NED Indra Angad-Gaur             |
| TOTAAL                                     |                  |            | 41       |                                                       |

### Sabel
Teamcompetitie:
De top 4 van de FIE wereldranglijst:
- FRA,  USA,  RUS,  UKR

Het best geklasseerde team per zone:
- Afrika:  RSA
- Azië-Oceanië:  CHN
- Amerika:  CAN
- Europa:  POL

| Individuele competitie                     | Datum            | Locatie    | Plaatsen | Gekwalificeerd                                       |
| ------------------------------------------ | ---------------- | ---------- | -------- | ---------------------------------------------------- |
| Team wereldranglijst                       | 31 maart 2008    | -          | 24       | alle atleten gekwalificeerd voor het team onderdeel  |
| Individuele wereldranglijst                | 31 maart 2008    | -          | 3        | ITA Gioia Marzocca KOR Kim Keum-Hwa HUN Orsolya Nagy |
| Individuele wereldranglijst (Afrika)       | 31 maart 2008    | -          | 1        | TUN Azza Besbes                                      |
| Individuele wereldranglijst (Azië-Oceanië) | 31 maart 2008    | -          | 2        | KOR Lee Shin-Mi HKG Chow Tsz Ki                      |
| Individuele wereldranglijst (Amerika)      | 31 maart 2008    | -          | 2        | VEN Alejandra Benitez MEX Angelica Larios            |
| Individuele wereldranglijst (Europa)       | 31 maart 2008    | -          | 2        | ITA Ilaria Bianco GER Alexandra Bujdoso              |
| Afrikaans kwalificatietoernooi             | 25 april 2008    | Casablanca | 1        | SEN Nafi Toure                                       |
| Kwalificatietoernooi Azië-Oceanië          | 22-23 april 2008 | Bangkok    | 1        | JPN Madoka Hisagae                                   |
| Amerikaans kwalificatietoernooi            | 26-27 april 2008 | Querétaro  | 1        | CUB Maylin Gonzalez Pozo                             |
| Europees kwalificatietoernooi              | 26 april 2008    | Istanboel  | 2        | ESP Araceli Navarro IRL Siobhan Byrne                |
| TOTAAL                                     |                  |            | 39       |                                                      |

 * Het gastland mag 8 atleten inschrijven, zowel voor team- als individuele onderdelen. Door het gastland ongebruikte quotumplaatsen worden toegewezen door de Olympische tripartitecommissie (IOC, NOC, FIE)
Atletiek · 
Badminton · 
Basketbal · 
Boksen · 
Boogschieten · 
Gewichtheffen ·
Gymnastiek · 
Handbal · 
Hockey · 
Honkbal · 
Judo · 
Kanovaren · 
Moderne vijfkamp · 
Paardensport · 
Roeien ·
Schermen · 
Schietsport ·
Schoonspringen ·
Softbal ·
Synchroonzwemmen ·
Taekwondo ·
Tafeltennis ·
Tennis ·
Triatlon ·
Voetbal · 
Volleybal ·
Waterpolo ·
Wielersport · 
Worstelen ·
Zeilen ·
Zwemmen